# Schizoprymnus gregori
Schizoprymnus gregori är en stekelart som först beskrevs av Snoflak 1953.  Schizoprymnus gregori ingår i släktet Schizoprymnus och familjen bracksteklar. Inga underarter finns listade i Catalogue of Life.